# Parupeneus diagonalis
Parupeneus diagonalis är en fiskart som beskrevs av Randall 2004. Parupeneus diagonalis ingår i släktet Parupeneus och familjen mullefiskar. Inga underarter finns listade i Catalogue of Life.